# Ribota
Ribota ist eine Gemeinde in der spanischen Provinz Segovia. Sie liegt im Süden der Autonomen Region Kastilien und León, an der Nordwestabdachung der Sierra de Guadarrama. Sie hat 43 Einwohner (Stand: 2024). Neben dem gleichnamigen Hauptort Ribota besteht die Gemeinde aus der Ortschaft Aldealázaro.

## Geographie
Ribota liegt etwa 75 Kilometer nordöstlich vom Stadtzentrum von Segovia in einer Höhe von ca. 1030 m. 
Ribota befindet sich innerhalb der Zone des kontinentalen mediterranen Klimas.

## Bevölkerungsentwicklung
| Jahr      | 1970 | 1981 | 1991 | 2001 | 2011 | 2021 |
| Einwohner | 215  | 66   | 47   | 35   | 43   | 44   |

## Sehenswürdigkeiten
- Kirche Enthauptung des Johannes (Iglesia de San Juan Bautista Degollado) in Ribota
- Michaeliskirche in Aldealázaro
- Marienkapelle

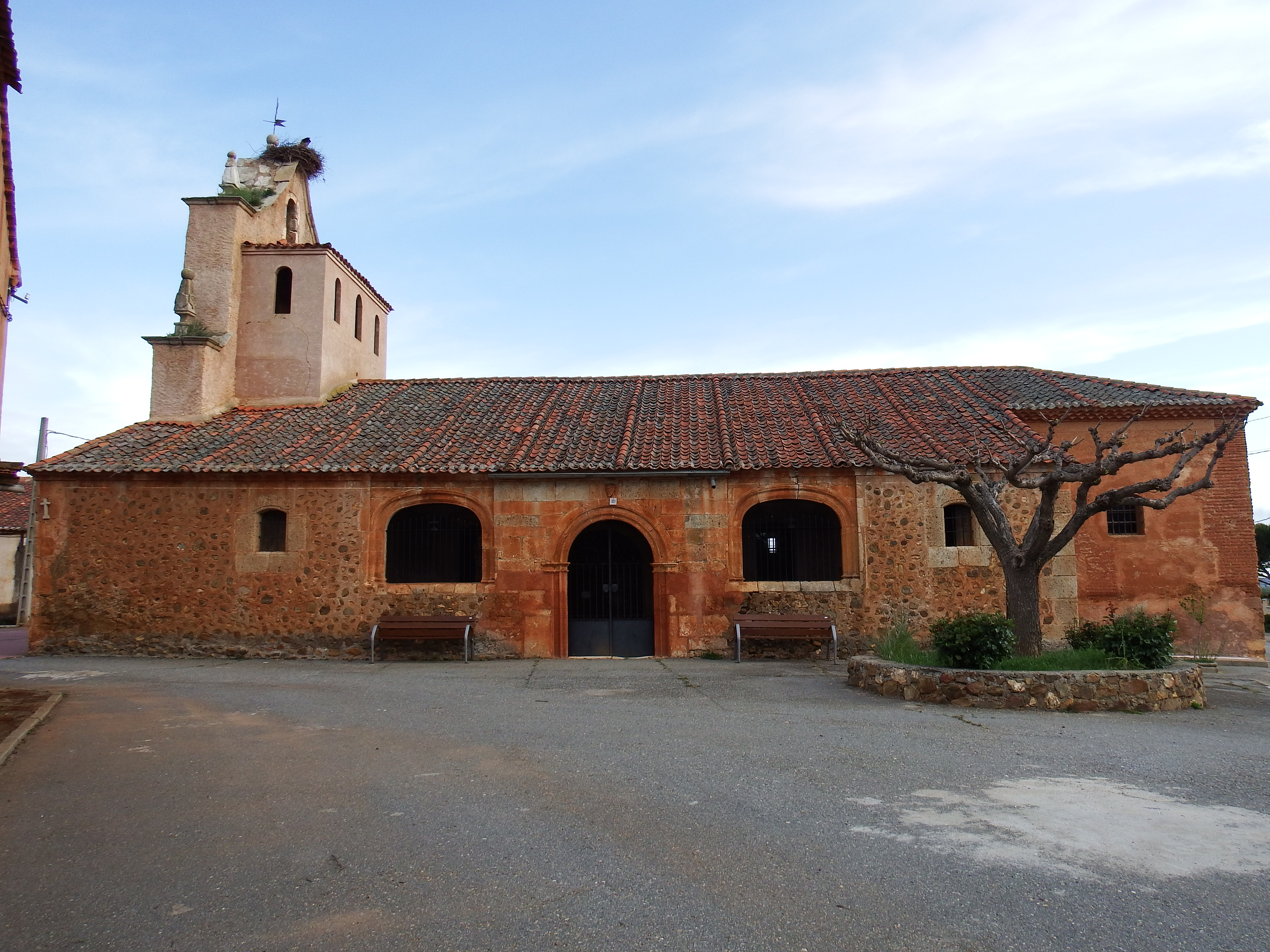
Kirche Enthauptung des Johannes
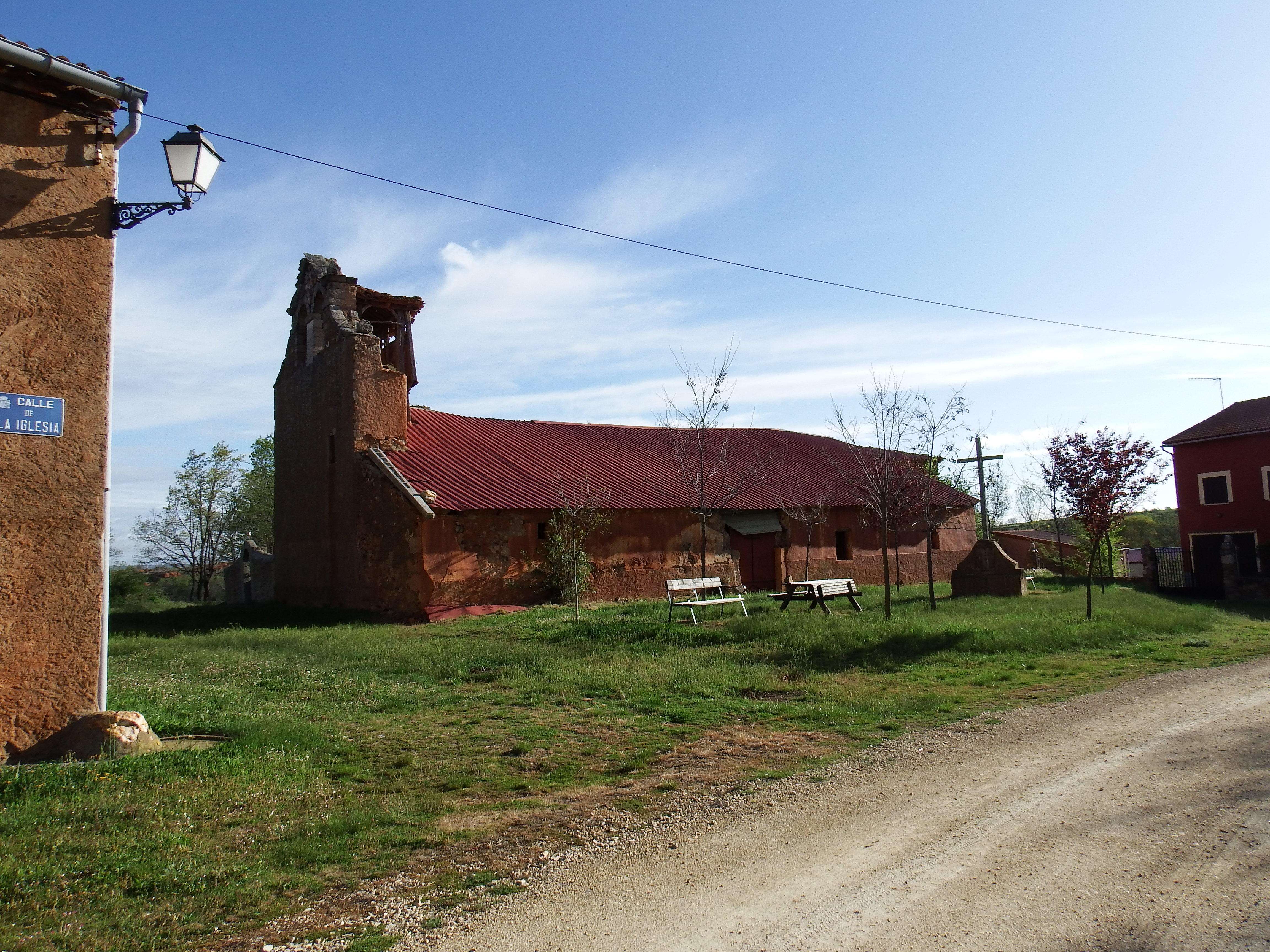
Michaeliskirche
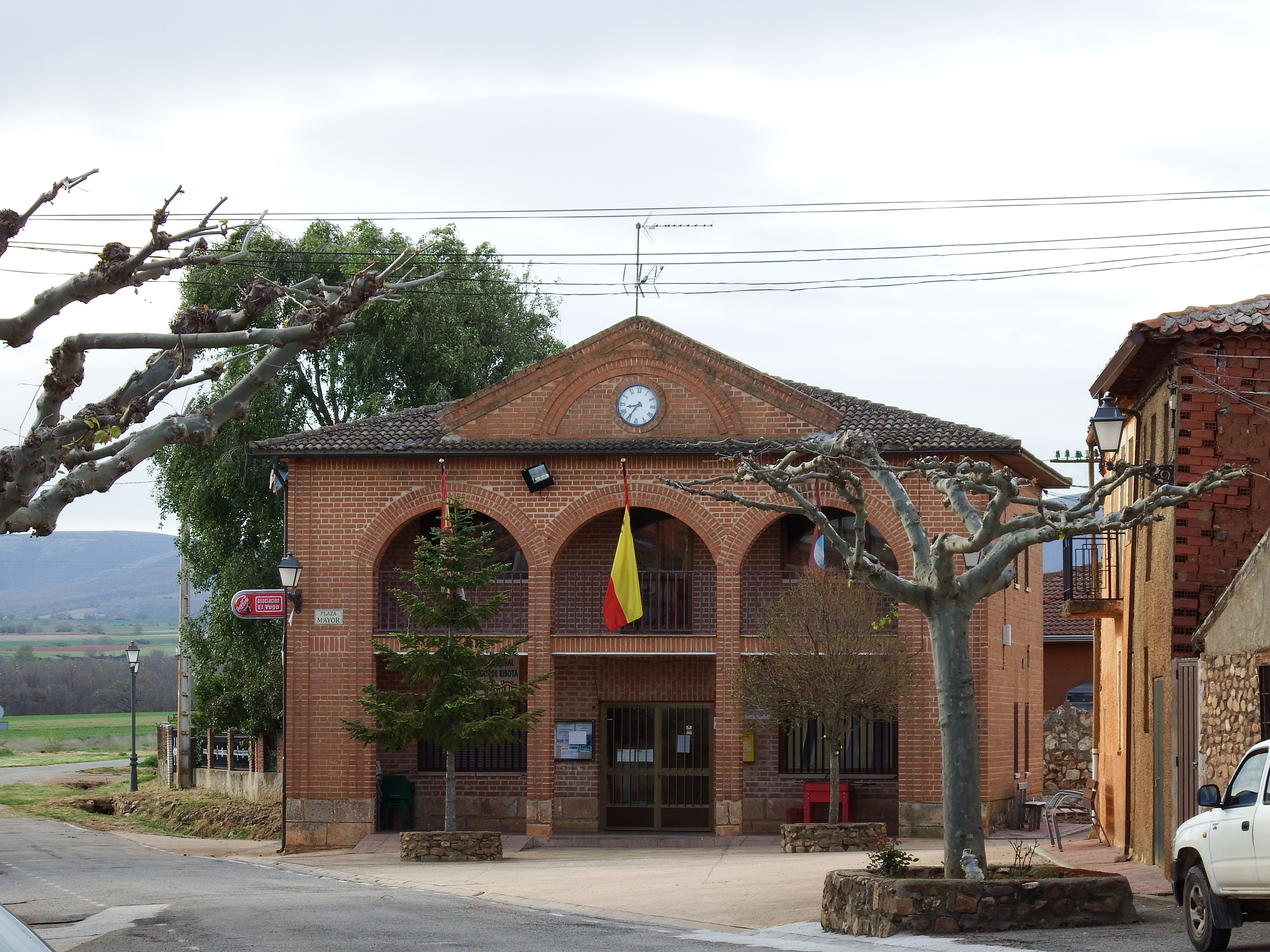
Rathaus